# قصر السعيد
قصر السعيد، واسمه رسميا القصر السعيد، قصر الآداب والفنون منذ 2019، هو قصر تونسي قديم كان تابعا للبايات، يقع تحديدا في باردو في ضواحي تونس العاصمة، غير بعيد عن المتحف الوطني بباردو.

منذ 2019، يستقبل القصر كل من معهد تونس للفلسفة ومدرسة تونس للتاريخ والأنثروبولوجيا ومدرسة تونس للفكر، وهي مؤسسات جديدة أحدثت في نفس السنة، وتنظم عدة ملتقيات وندوات فاختصصاتها.

## التاريخ
كان القصر في البداية الإقامة المفضلة لإسماعيل السني، أحد أبرز أعيان العائلة الحسينية وصهر محمد باي ومحمد الصادق باي. في 1867، اتُهِم إسماعيل السني بتدبير مؤامرة ضد هذا الأخير، فتم إعدامه. انتقلت ملكية القصر إذا للصادق باي، وسمَّاه قصر السعيد واستقر فيه ابتداءا من 1869 بعد أن أدخل عليه تغييرات هامة. في 12 مايو 1881، وقع محمد الصادق باي في هذا القصر على معاهدة باردو التي أقرت الحماية الفرنسية في تونس.

بعد وفاة الصادق باي في 1882، ترك علي باي الثالث قصر السعيد مفضلا الإقامة في المرسى. الجيوفيزيائي الفرنسي شارل لالمون الذي أقام بتونس عدة سنوات بعد إقرار الحماية، قال بخصوص القصر: «قصر السعيد محاط بحدائق عظيمة. مشاتله رائعة، تغطي عدة هكتارات وتحتوي على آلاف أشجار التفاح الذهبية. القصر نفسه في حالة جيدة، وبعض شققه تتمتع بصيانة جيدة». 

في بداية القرن العشرين، عاد القصر ليصبح إقامة للبايات، حيث أقام به محمد الهادي باي، وهو الوحيد الذي فعل ذلك بعد محمد الصادق باي. في 1951، جعل محمد الأمين باي من القصر مركزا استشفائيا يحمل إسمه، قبل أن يعاد تسميته باسم أبو القاسم الشابي في 1957. أثناء هذه المدة، شهد المبنى عدة إضافات وتغييرات.

نظرا لأهمية القصر، حاولت السلطات التونسية إنشاء متحف لتاريخ تونس الحديث والمعاصر فيه في 1981. لأسباب مختلفة، لم يتم افتتاح المتحف أبدا. بعد الثورة التونسية في 2011، جاءت فكرة افتتاح متحف لتاريخ البايات المراديين (1613-1702) والحسينيين (1705-1957) داخل القصر. 

في 2016 و2017، استضاف القصر معرض فني اسمه عهد الأمان: صحوة أمة، ركز على فترة الإصلاحات التي شهدتها البلاد في الفترة بين 1830 و1881.

في 21 مارس 2019، دشن رئيس الحكومة التونسية يوسف الشاهد قصر السعيد بعد أعمال ترميم وتجديد، وأصبح يسمى رسميا «القصر السعيد، قصر الآداب والفنون»، وكان ذلك في إطار الانطلاق في الاحتفال بتظاهرة تونس عاصمة الثقافة الإسلامية 2019. 

منذ 2019، يستقبل القصر كل من معهد تونس للفلسفة ومدرسة تونس للتاريخ والأنثروبولوجيا ومدرسة تونس للفكر، وهي مؤسسات جديدة أحدثت في نفس السنة، وتنظم عدة ملتقيات وندوات فاختصصاتها.

## الوصف

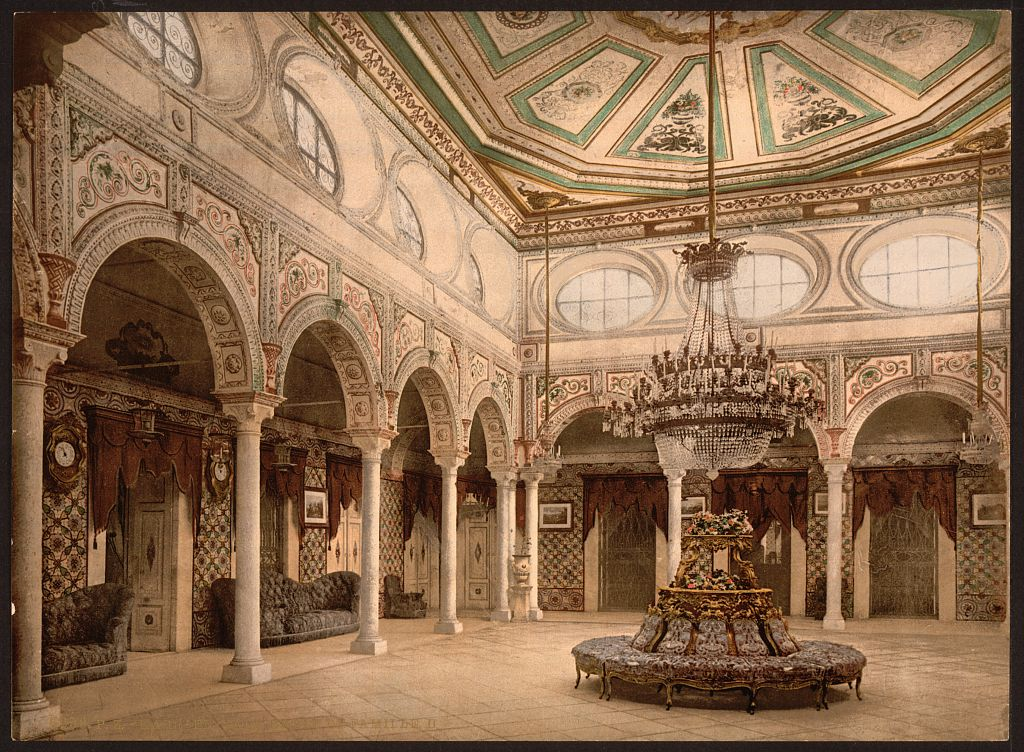
غرفة المعيشة الكبيرة أو الفناء المغطى والمزين بزخارف رخامية وخزفية على الجدران وجص وسقف مطلي على الطراز الإيطالي.

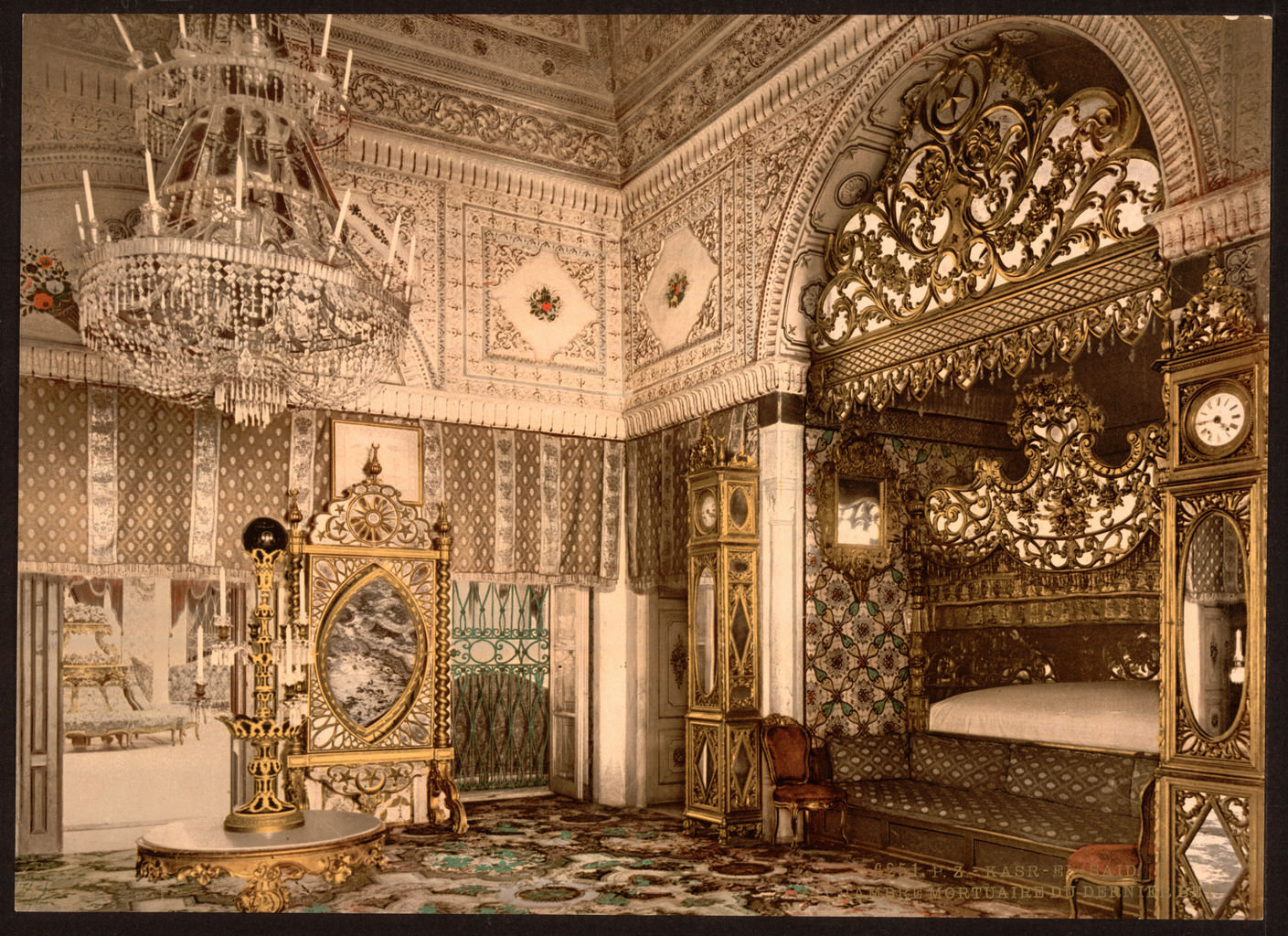
جناح الباي في قصر السعيد.

من ناحية الهندسة المعمارية والديكور، يصنف قصر سعيد من قصور وإقامات بايات تونس في القرن التاسع عشر. تزويقه الداخلي متأثر بالطراز الأوروبي، ولكن للطراز المحلي (التونسي والعربي الإسلامي) طابعه أيضا. هذا التوافق، بعيدًا عن كونه خليطًا من الأنواع، يشكّل توليفة ناجحة تتعايش فيها مختلف الأنماط بانسجام. 

يتجلى التأثير الأوروبي في العمارة العامة للقصر. أعطيت الأولوية للطابق الأول، الذي أصبح من أهم أجنحة القصر، حيث يوجد فيه في نفس الوقت جناح الضيوف والغرف الخاصة بالباي. هذا التأثير يظهر بشكل كبير في الزخرفة الداخلية للغرف: كل الجدران مغطاة ببلاط الخزف المستورد بشكل رئيسي من إيطاليا، والرخام الأبيض المستورد من كرارا (إيطاليا)، الذي يمكن رؤيته في الأعمدة والتيجان وهياكل الأبواب والأرصفة. جميع اللوحات على السقوف هي أيضا من صنع إيطالي، وكذلك الأثاث والستائر والمفروشات، كما هو موضح بالصور والبطاقات البريدية في أوائل القرن العشرين. 

لم يؤد هذا الميل إلى النمط الأوروبي، الواضح جداً في قصر سعيد، إلى التخلي عن التقاليد المحلية. في أجزاء مختلفة من القصر، توجد إشارات مهمة إلى النمط المعماري والزخرفي التونسي. هذا واضح في غرفتين للضيوف في الطابق الأول يطلان على الفناء المركزي: غرفة المعيشة على اليمين، ومثل معظم المنازل التونسية، مخطط على شكل T مع قبب. غرفة المعيشة على اليسار تحتوي على سقف معقود مغطى بمنحوتات على قصارة بزخارف وردية، تم تنفيذها باستخدام تقنية نقش الحديدة.

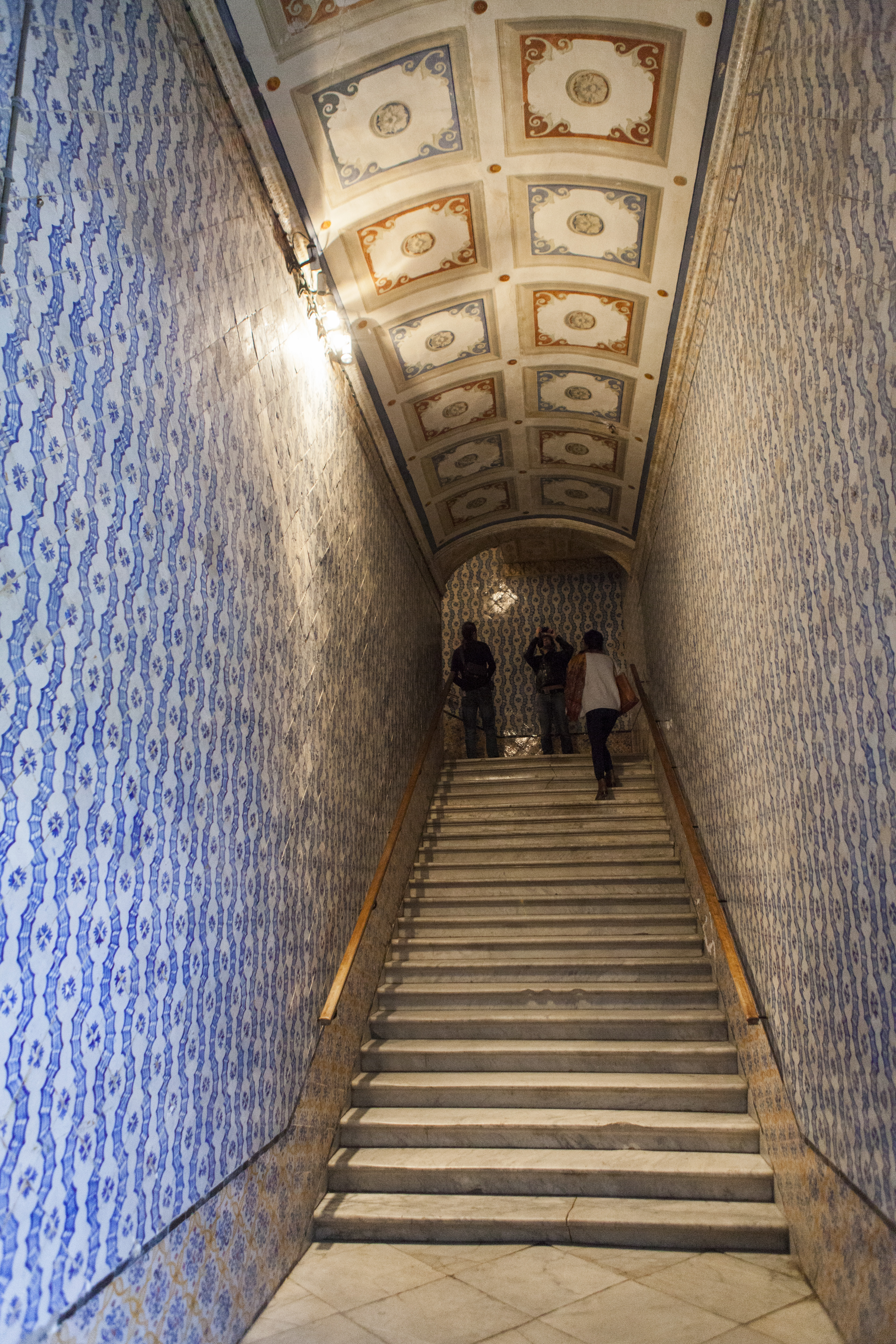
درج مؤدي للطابق العلوي، يلاحظ سقفه ذو الطابع الإيطالي.
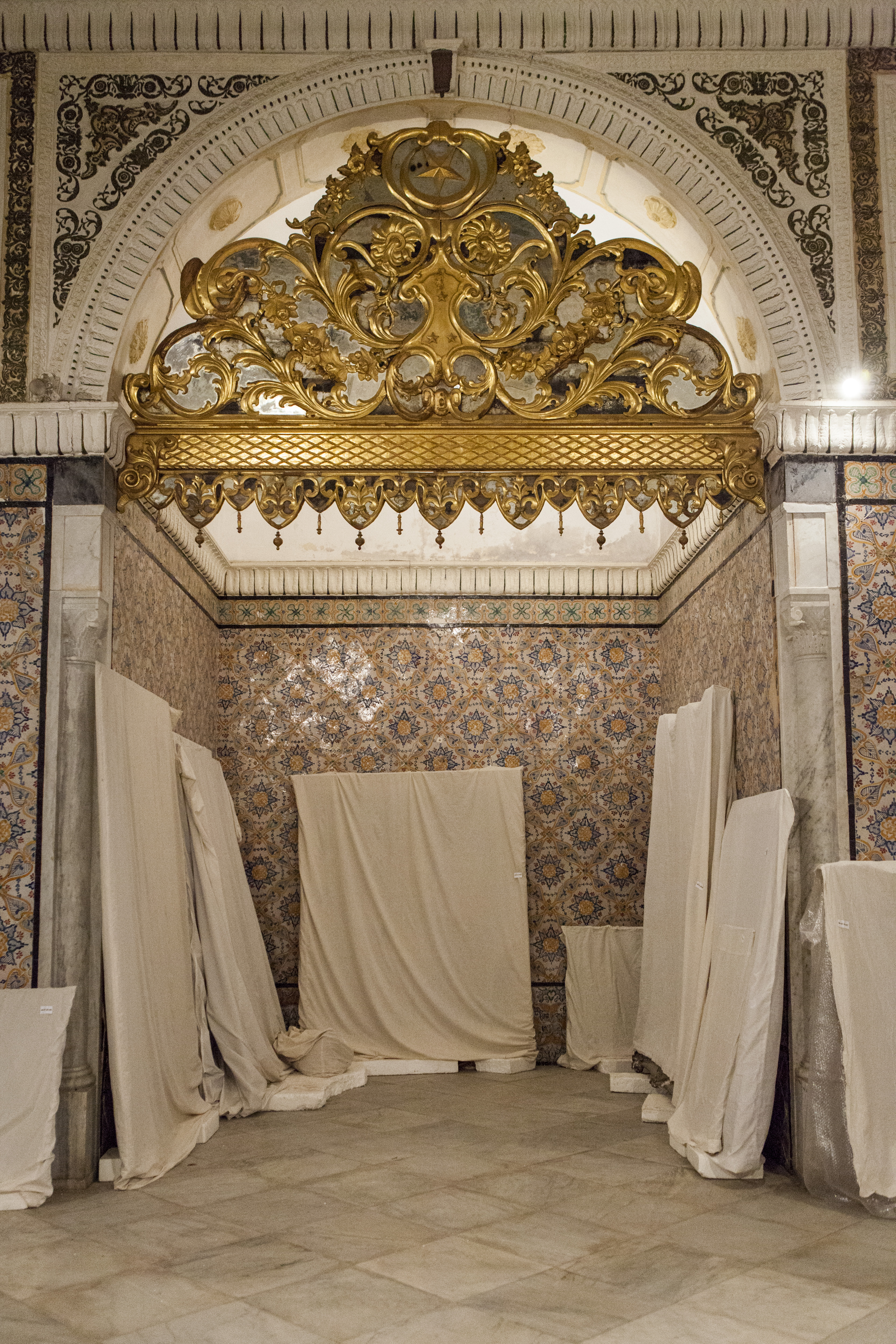
زخرفة منحوتة ومذهّبة، تملأ القوس النصف دائري لقبة إحدى الغرف.

## المجموعات المحفوظة
يحتوي قصر السعيد على عدة مجموعات إستثنائية: أهمها وأكبرها هي لوحات تاريخية ذات أبعاد كبيرة، تمثل رجال دولة تونسيين أو أجانب، أو مشاهد مهمة في تاريخ البلاد.

من بين اللوحات، يمكن ذكر: أحمد باي الأول مرتديا زيا أوروبيا، محمد الصادق باي مرتكزا بيده على دستور تونس 1861، خير الدين التونسي كأمير لواء، الوزير الأكبر مصطفى خزندار شابا، فيتوريو إمانويلي الثاني، لودفيك الثاني وآخرين. توج أيضا عدة لوحات تخلد أحداث سياسية وطنية في تلك الحقبة، مثل عودة الفيلق العسكري التونسي المشارك في حرب القرم في 1856، اللقاء بين محمد الصادق باي ونابليون الثالث في الجزائر العاصمة في 1860، أو أيضا استقبال ليوبولد الأول ملك بلجيكا لمبعوث الباي الخاص خير الدين باشا. 

تحمل هذه اللوحات توقيعات أهم الرسامين الأوروبيين في تلك الفترة، مثل شارل غلار، أوغوست مونييه، ألكسندر دوبال، شارل فيليب لاريفيار، فيودور ديتز وآخرين. يبلغ عدد هذه اللوحات حوالي 60 لوحة. يستقبل القصر أيضا قطعا هامة من الآثاث محلية أو مستوردة. من بينها، يمكن ذكر كرسي العرش (منتصف القرن التاسع عشر) المزين بأوراق ذهبية. من القطع الهامة أيضا، الطاولة التي وقعت عليها في 1881 معاهدة باردو التي نصبت الحماية الفرنسية، ثم بعد 83 سنة بالتحديد، وقع عليها الحبيب بورقيبة في 1964 وثائق تأميم الأراضي الزراعية المملوكة من قبل المستعمرين. 

إلى جانب اللوحات والآثاث، تجو مجموعة من المجوهرات والميداليات والأوسمة والنيشاين الحسينية، وخاصة منها نيشان الافتخار.

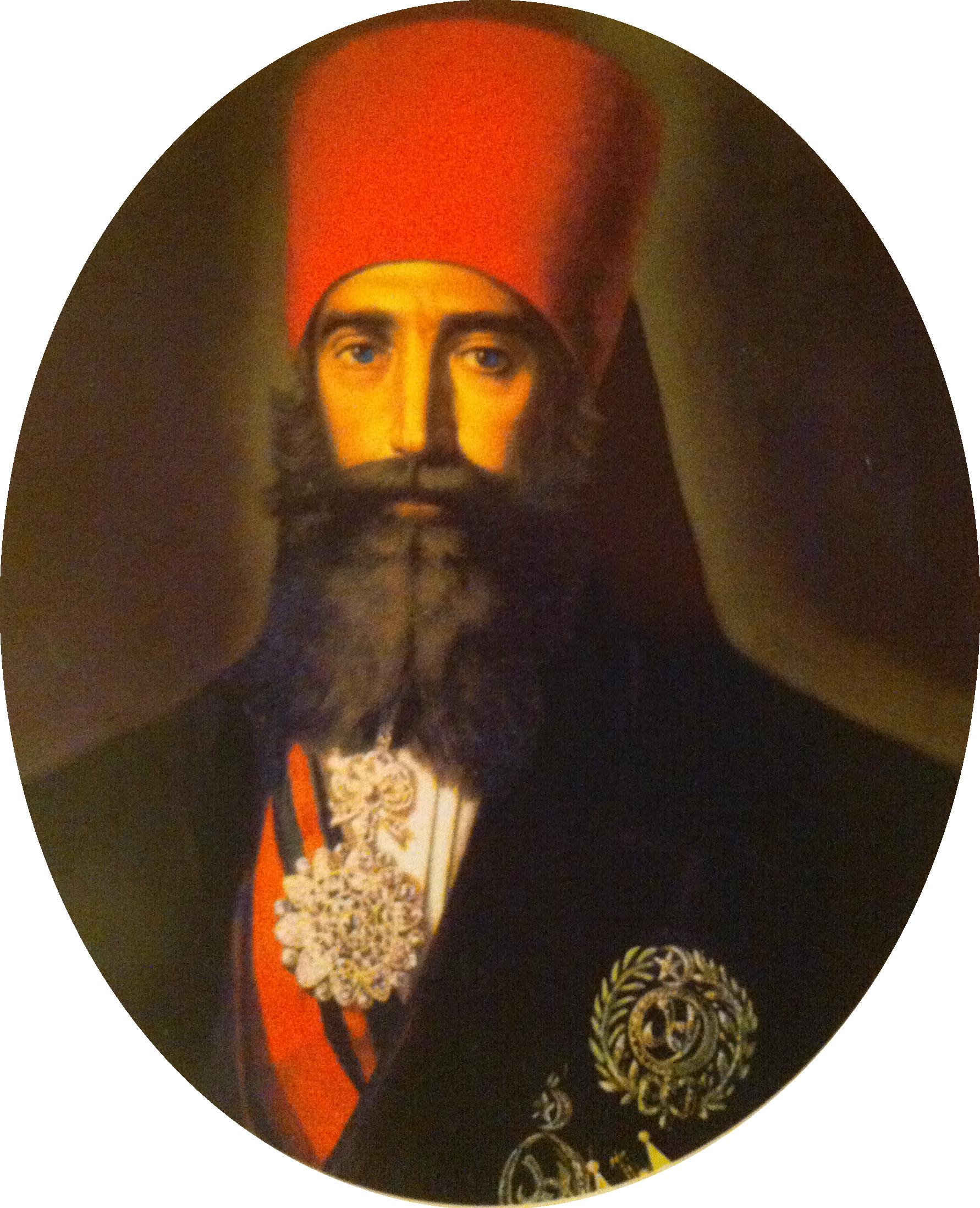
صورة أحمد باي الأول (1850)، إحدى لوحات القصر.
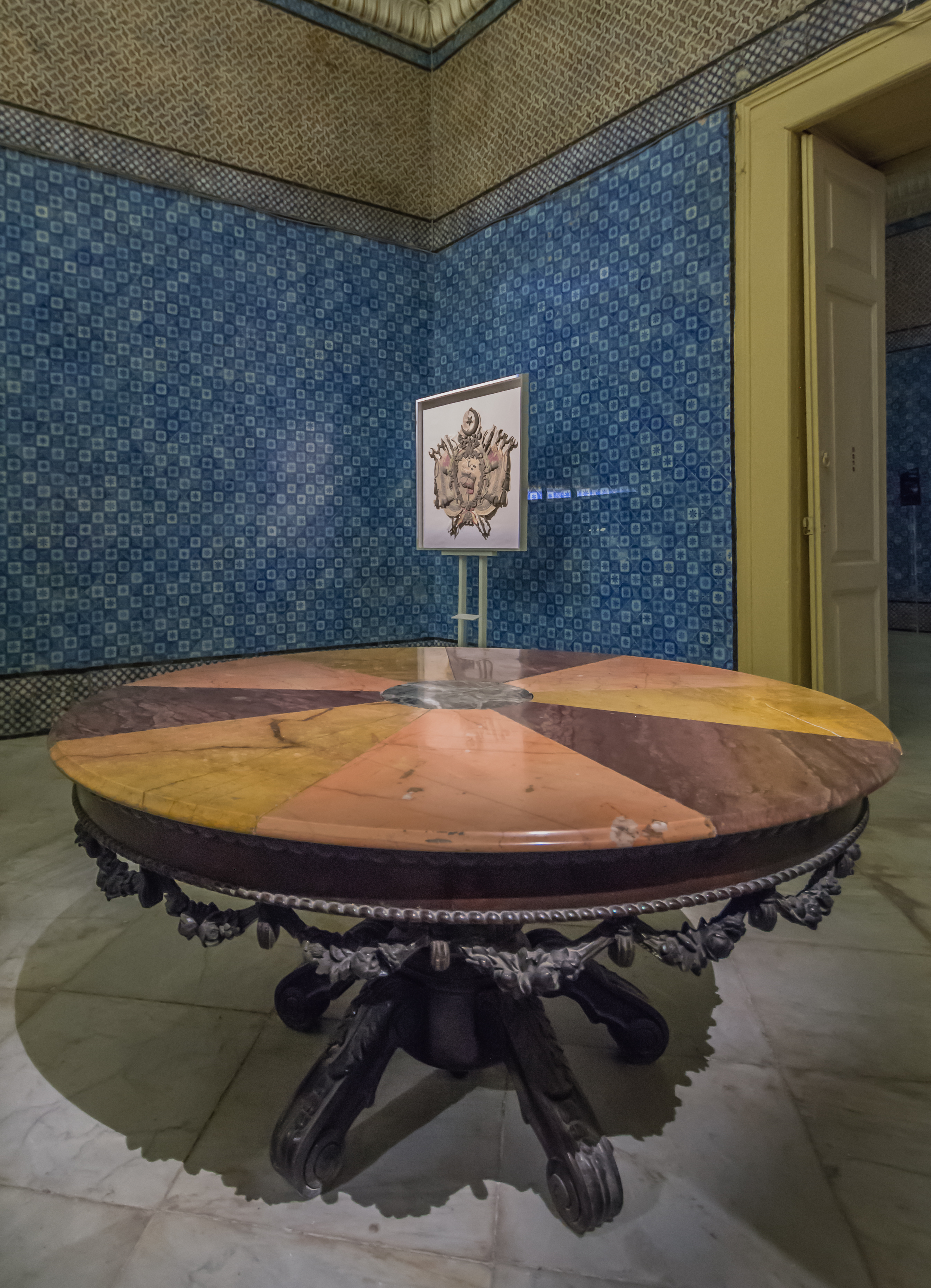
الطاولة (1881) التي وقعت عليها معاهدة باردو.

## روابط خارجية
- زيارة افتراضية للقصر السعيد.